# 辛榨乡
辛榨乡，是中华人民共和国湖北省孝感市安陆市下辖的一个乡镇级行政单位。

## 行政区划
辛榨乡下辖以下地区：
红旗社区、辛榨村、张付村、高张村、大廖村、蒋堰村、高店村、胡桃村、高罗村、牌楼村、四报村、白杨村、菱湖村、新渠村、高庙村、陈汪村、孙汪村、西河村和深沟村。